# Museo nazionale di Tokyo
Il Museo nazionale di Tokyo (東京国立博物館?, Tōkyō Kokuritsu Hakubutsukan) è un museo d'arte e archeologia con sede a Tokyo: fondato nel 1872, è il più grande e antico museo del Giappone e si trova all'interno del parco di Ueno. Ospita una collezione di oltre 110.000 pezzi tra reperti archeologici ed opere d'arte provenienti dal Giappone e da altri paesi dell'Asia orientale, di cui 87 classificati come tesoro nazionale e 610 come beni culturali importanti.

## Storia e collezione

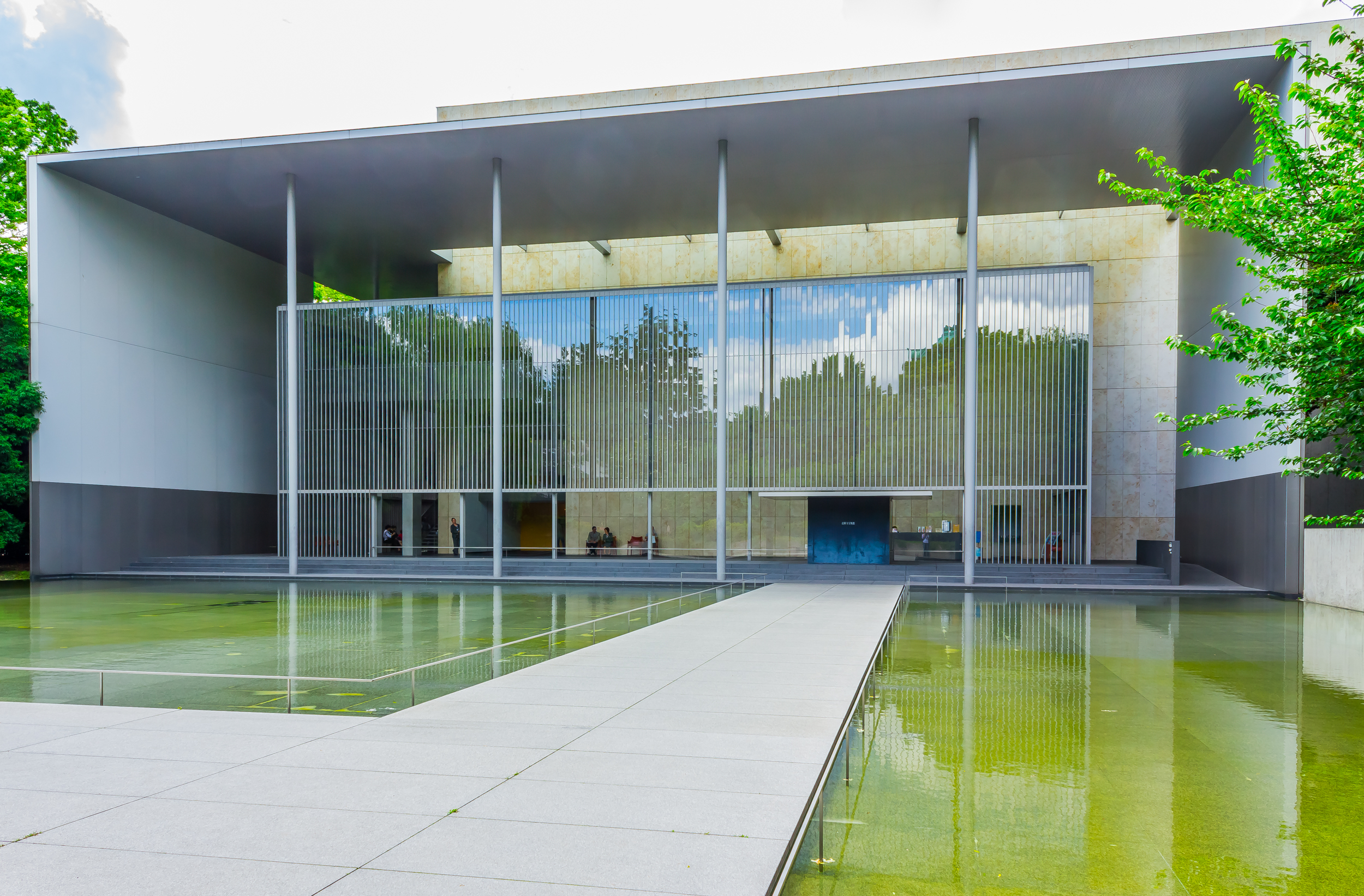
Il padiglione del Tesoro dell'Horyu-ji

Il museo fu fondato nel 1872 con una collezione che originariamente faceva parte del museo del dipartimento del ministro dell'educazione esposta nella sala Taisdein; in seguito il museo si spostò prima al Uchiyamashita-choe e poi, nel 1882, al parco di Ueno. Nel 1886 prese il nome di museo Imperiale, mentre nel 1900 lo mutò nuovamente in museo della Casa Imperiale di Tokyo: nel 1923 fu fortemente danneggiato dal grande terremoto del Kantō e subì una lunga chiusura durante la seconda guerra mondiale. Nel 2001 assunse la denominazione attuale.
Il museo si divide in diverse sale come la galleria giapponese, la galleria asiatica, la galleria del tesoro del tempio di Hōryū-ji, oltre ad un centro di ricerca e informazioni, mostre all'aperto, un giardino e ristoranti e negozi. La collezione raccoglie per lo più oggetti d'arte giapponese e asiatica, soprattutto di quei paesi che erano attraversati dalla via della seta: al piano terra sono raccolti reperti in ceramica, ferro ed armi, provenienti dalla Cina, India ed Egitto, mentre al piano superiore continua la collezione di ceramiche e di Haniwa, ma anche dipinti e armi medievali e stampe Ukiyo-e.